# Super
| Совокупная оценка    | Совокупная оценка |
| Источник             | Оценка            |
| -------------------- | ----------------- |
| AnyDecentMusic?      | 7.0/10            |
| Metacritic           | 76/100            |
| Оценки критиков      |                   |
| Источник             | Оценка            |
| Attitude             | 8/10              |
| Consequence of Sound | C+                |
| The Guardian         | [ 6 ]             |
| PopMatters           | [ 7 ]             |
| Rolling Stone Russia | [ 8 ]             |
| Evening Standard     | [ 9 ]             |
| Slant                | [ 10 ]            |
| Drowned in Sound     | 8/10              |
| КоммерсантЪ          | (негативно).      |

Super — тринадцатый студийный альбом британской синти-поп группы Pet Shop Boys, который вышел 1 апреля 2016 года. Это первый за три года новый диск дуэта. Продюсером выступил Стюарт Прайс.

## Об альбоме
Дуэт в составе Нила Теннанта и Криса Лоу спустя три года подготовил новый тринадцатый студийный альбом. Их прошлый диск Electric смог достигнуть в 2013 году позиции № 3 в британском хит-параде (UK Album Charts); продюсировал его, также как и новый альбом, Стюарт Прайс. Подготовка, запись и микширование диска проводилась в нескольких городах Европы (Берлин и Лондон). Это второй альбом группы, вышедший не на лейбле Parlophone, а на собственном лейбле дуэта x2. Альбом выпущен по всему миру одновременно 1 апреля 2016 года в трёх форматах: CD, в цифровом формате и винил.
Группа анонсировала на июль 2016 года своё выступление (из 4 представлений) в Королевском театре Ковент-Гарден (Royal Opera House). 7 декабря 2016 года дуэт выступил в телепрограмме «Вечерний Ургант» с композицией «Burn».
Альбом получил положительные и умеренные отзывы музыкальной критики и интернет-изданий: Q Magazine, Consequence of Sound, Slant Magazine, Uncut, Mojo.
Альбом дебютировал на третьем месте в британском хит-параде UK Albums Chart, с тиражом 16,953 копий  в первую неделю, став их 13-м подряд студийным альбомом, попавшим в лучшую десятку top-10. В США Super дебютировал на позиции № 58 в хит-параде Billboard 200 с тиражом 10,000 копий. Он также дебютировал на первом месте в чарте Billboard Dance/Electronic Albums, став там первым их чарттоппером после Disco 3 (2003).

### Синглы
«The Pop Kids» вышел 16 февраля 2016 года в качестве первого лид-сингла нового альбома. Его CD-сингл и цифровой мини-альбом (extended play) появился 18 марта 2016 года и включал два ремикса песни «The Pop Kids» и два новых трека — «In Bits» и «One-hit Wonder».

## Список композиций
Слова и музыка всех песен — Нил Теннант и Крис Лоу.
| №                   | Название               | Длительность |
| ------------------- | ---------------------- | ------------ |
| 1.                  | «Happiness»            | 4:04         |
| 2.                  | «The Pop Kids»         | 3:55         |
| 3.                  | «Twenty-something»     | 4:22         |
| 4.                  | «Groovy»               | 3:29         |
| 5.                  | «The Dictator Decides» | 4:50         |
| 6.                  | «Pazzo!»               | 2:44         |
| 7.                  | «Inner Sanctum»        | 4:18         |
| 8.                  | «Undertow»             | 4:15         |
| 9.                  | «Sad Robot World»      | 3:18         |
| 10.                 | «Say It to Me»         | 3:08         |
| 11.                 | «Burn»                 | 3:53         |
| 12.                 | «Into Thin Air»        | 4:17         |
| Общая длительность: | Общая длительность:    | 46:33        |

Би-сайды:
1. «In Bits» (сингл «The Pop Kids»)
2. «One-hit Wonder» (сингл «The Pop Kids»)
3. «The White Dress» (сингл «Twenty-something»)
4. «Wiedersehen» (сингл «Twenty-something»)
5. «A Cloud in the Box» (сингл «Say It to Me»)
6. «The Dead Can Dance» (сингл «Say It to Me»)

## Позиции в чартах
| Чарт (2016)                                  | Высшая позиция |
| -------------------------------------------- | -------------- |
| Австралия (ARIA)                             | 12             |
| Австрия (Ö3 Austria)                         | 8              |
| Бельгия/Фландрия (Ultratop)                  | 21             |
| Бельгия/Валлония (Ultratop)                  | 27             |
| Канада (Canadian Albums Chart)               | 35             |
| Хорватия (IFPI)                              | 21             |
| Чехия (ČNS IFPI)                             | 2              |
| Дания (Hitlisten)                            | 27             |
| Нидерланды (Album Top 100)                   | 13             |
| Финляндия (Suomen virallinen lista)          | 8              |
| Франция (SNEP)                               | 39             |
| Германия (Offizielle Top 100)                | 3              |
| Греция (IFPI)                                | 24             |
| Ирландия (IRMA)                              | 16             |
| Италия (Classifica album)                    | 20             |
| Япония (Oricon)                              | 47             |
| Норвегия (VG-lista)                          | 28             |
| Польша (ZPAV)                                | 48             |
| Шотландия (Scottish Albums Chart)            | 5              |
| Испания (PROMUSICAE)                         | 7              |
| Швеция (Sverigetopplistan)                   | 10             |
| Швейцария (Schweizer Hitparade)              | 4              |
| Великобритания (UK Albums Chart)             | 3              |
| Великобритания (UK Independent Albums Chart) | 2              |
| США (Billboard 200)                          | 58             |
| США (Billboard Independent Albums)           | 5              |
| США (Billboard Dance/Electronic Albums)      | 1              |

## Сертификации
| Регион         | Сертификация | Продажи |
| -------------- | ------------ | ------- |
| Великобритания | —            | 33,041  |
| США            | —            | 20,000  |